# BLOB
BLOB (англ. Binary Large Object — двоичный большой объект) — массив двоичных данных.
В СУБД BLOB — специальный тип данных, предназначенный, в первую очередь, для хранения изображений, а также компилированного программного кода.

## История термина
В английском языке слово blob означает что-то большое и бесформенное. Впервые называть так аморфные куски данных придумал сотрудник компании DEC Джим Старки (Jim Starkey) и описывал это как:

штука, которая поглотила то ли Цинциннати, то ли Кливленд, то ли ещё что-то.

Однако вскоре Терри МакКиверу (Terry McKiever), маркетологу из Apollo, показалось, что это должно быть аббревиатурой (акронимом), и он придумал так называемую обратную аббревиатуру — Basic Large Object (простой большой объект). Позже в компании Informix изобрели альтернативный бэкроним Binary Large Object (двоичный большой объект). Сегодня многие считают, что термин BLOB изначально являлся акронимом.
Термин Blobbing изначально означал перемещение большого количества данных из одной базы данных в другую без всяких фильтров и обработки ошибок. Это приводит к повышению производительности, так как ответственность за фильтрацию и обработку ошибок перекладывается непосредственно на хранилище данных.